# Once (Diana Vickers)
Once è il singolo di debutto della cantante britannica Diana Vickers, quarta classificata e semifinalista della quinta edizione di X Factor nel Regno Unito. Il singolo è stato pubblicato il 19 aprile 2010 in Gran Bretagna e ha fatto la sua entrata al numero 1 nella classifica ufficiale britannica vendendo circa 70 000 copie in una sola settimana. Il singolo è stato scritto da Cathy Dennis ed Eg White ed è stato prodotto e mixato da Mike Spencer. Once ha fatto il suo debutto il 31 gennaio 2010 nello Switch show di BBC Radio 1.
Il video musicale del singolo è stato filmato a Londra il 7 febbraio 2010 ed è stato diretto da Harvey Brown. Mostra la cantante in luoghi di vario genere che indossa diversi abiti circondata da ballerini di sesso maschile che suonano degli strumenti per lei. Ha fatto il suo debutto il 3 marzo sul sito Play.com. La canzone, in generale, ha ricevuto recensioni positive.

## Promozione
Diana Vickers eseguì la prima performance live di Once a Bristol il 20 marzo 2010. Da quel giorno, la cantante fece una serie di apparizioni televisive, tra cui una nello show scozzese The Hour l'8 marzo e una nel programma per bambini Blue Peter il 13 aprile. Ha eseguito la canzone a GMTV e a BBC Switch rispettivamente il 14 e il 17 aprile 2010. È anche stata ospite su BBC Radio 1 per un'intervista con Scott Mills il 12 aprile 2010, il quale era un presentatore del The Chris Moyles Show. Ha inoltre eseguito "Once" e una cover della canzone "Just Say Yes" degli Snow Patrol, sempre su BBC Radio 1, ma questa volta durante il programma Live Lounge, il 22 aprile 2010. È anche apparsa nel programma di BBC2 Something for the Weekend e su ITV1 nello show Loose Women, senza però eseguire performance.

## Tracce

### CD singolo
Il CD singolo di Once contiene, oltre che al singolo, tre tracce extra. Jumping into Rivers e Four Leaf Clover saranno successivamente incluse nell'album d'esordio della cantante Songs from the Tainted Cherry Tree, al contrario di Sunlight. La seconda e la terza traccia non sono le versioni originali: una è un remix, l'altra una versione acustica. Jumping into Rivers è stata scritta anche dalla cantante inglese di successo Ellie Goulding. Il CD singolo contiene per finire un poster firmato della cantante.
1. Once (Cathy Dennis, Eg White) - 3:11
2. Sunlight (Mark Owen) - 4:01
3. Jumping into Rivers (Frou Frou Central Mix) (Guy Sigsworth, Ellie Goulding, Diana Vickers) - 3:28
4. Four Leaf Clover (Versione acustica) (Chris Braide, Diana Vickers) - 3:39

### Download digitale
La versione digitale disponibile su iTunes del singolo contiene, oltre che ad esso, un suo remix.
1. Once (Cathy Dennis, Eg White) - 3:11
2. Once (Manhattan Clique Remix) (Cathy Dennis, Eg White) - 5:51

## Successo commerciale
La prima apparsa in classifica Once la fece in Irlanda, sulla cui classifica ufficiale debuttò al numero 3 il 22 aprile 2010. La settimana successiva il singolo cadde alla posizione numero 8, ma risalì al numero 6 nella sua terza settimana in classifica. La canzone entrò inoltre al numero 5 nella classifica europea, facendone quella col più alto debutto tra quelle dei concorrenti di X Factor del 2008. In totale nel Regno Unito ha venduto più di 160 000 copie.
Il 25 aprile 2010 il singolo debuttò al numero 1 nella classifica britannica vendendo più di 70 000 copie in una sola settimana. Nella sua seconda settimana in classifica, Once cadde alla posizione numero 4, per poi uscire totalmente dalla classifica in 8 settimane. Verso la fine di maggio Once fu inviata alle radio neozelandesi. Debuttò inoltre al numero 61 sulla classifica australiana, dove ha raggiunto la posizione numero 52. La canzone è entrata nella classifica estone alla posizione numero 38 nel maggio 2010 e ha raggiunto il numero 22 dopo 5 settimane.

## Classifiche
| Classifica (2010) | Posizione massima |
| ----------------- | ----------------- |
| Australia         | 52                |
| Estonia           | 22                |
| Europa            | 5                 |
| Irlanda           | 3                 |
| Regno Unito       | 1                 |